# Tarenna thomasii
Tarenna thomasii är en måreväxtart som beskrevs av John Hutchinson och John McEwan Dalziel. Tarenna thomasii ingår i släktet Tarenna och familjen måreväxter. Inga underarter finns listade i Catalogue of Life.